# Cheeky Parade
Cheeky Parade（チィキィパレード、略称：チキパ）は、日本の女性アイドルグループ、ダンス&ボーカルグループ。2012年に結成、2018年に解散。当時の所属事務所はエイベックス・マネジメント。当時の所属レーベルはiDOL Street。
2013年1月9日、SUPER☆GiRLSに続くレーベル第2弾アーティストとしてメジャーデビュー。

## 概要
エイベックスのレーベルおよびプロジェクト「iDOL Street」のデビュー候補生（通称：ストリート生）から選抜されたグループである。
グループ名のCheekyは「小生意気・やんちゃ」、Paradeは「エンターテイメントの行進」という意味が込められ、コンセプトは「ちょっと小生意気なダンス&ファッション」である。
2012年2月19日、ストリート生のワンマンライブ『iDOL Street ストリート生 LIVE2012〜Next Street〜』で結成が発表され、メンバー9名がお披露目された。
メンバーは「avex アイドルオーディション 2010」のファイナリストおよび3次審査進出者である。『Cool-up Idol』2012年5月号（音楽専科社）によると、ファイナリストの関根と鈴木（友）は決勝大会直後にストリート生として声が掛かった。当時の心境について関根は「私はどんなチャンスでもしがみ付きたかったから『やった!』と」、鈴木は「最初は喜べなかったです。落ちて、アイドルに向いてないんだ……と思ったばかりで、やっていけるかな? と」と振り返っている。また、メンバーの大半がエイベックス・アーティストアカデミーの出身であり、同レッスン生だったSUPER☆GiRLSの田中美麗と溝手るかとは、以前から親交のある者が多い。
2017年、担当プロデューサーが樋口竜雄から関井亮介に変わる。関井はデビューから音楽ディレクターを担当しており、プロデューサーと兼務することとなる。同年6月9日にはメンバーの溝呂木世蘭と小鷹狩百花が卒業して7名体制となったが、約1年後の2018年7月31日をもって解散した。
iDOL Streetからメジャーデビューしたグループとしては唯一、北海道と九州地方出身のメンバーが所属していない。

## 略歴

### 2011年
- 11月、ストリート生全員が集められ、モニターによって一人ずつメンバーが発表された[12][注 2]。

### 2012年
- 2月19日、『iDOL Street ストリート生 LIVE2012〜Next Street〜』(duo MUSIC EXCHANGE)で結成が発表された。
- 4月1日 - 、定期ライブ『Cheeky Parade ラブパレ2012 〜ナマイキくらいがちょうどイイっ!?〜』（汐留AX）を開催。インディーズシングル「Cheeky dreamer」の発売が同日会場で開始された[14][注 3]。メジャーデビューへの最初の課題として、このCDを5,000枚売り切ることが課せられた[15]。
- 5月27日、同所での定期ライブ（1回目公演）で目標の5,000枚完売を達成したことにより、日本テレビ『新進気鋭』への出演が決定[16][17]。同年6月9日放送回に出演し、「Cheeky dreamer」を披露した[18]。
- 6月3日、インディーズシングルの5,000枚完売を受けて「感謝祭[注 4]」と銘打って行われた定期ライブで、「新宿ブレイズ 単独ワンマン公演で800人動員せよ。達成でメジャーデビュー かも!?」という2つ目の課題が発表された[19]。6月17日からチケットの予約受付が開始され、8月11日のa-nationで完売となった[20][21]。
- 8月6日、メジャーデビュー前のアイドルグループとして初めて『B.L.T. U-17』（vol.23、東京ニュース通信社）の表紙(Bside)を飾り[22]、同12日に、書泉ブックタワーで発売記念イベントを行った[23][24]。
- 9月22日、メジャーデビューを懸けた単独ライブ『Cheeky Parade GAN GAN GANでいざ突き進め!ナニガナンデモ メジャーデビュー! LIVE』（新宿BLAZE）を開催。大盛況を収め、2013年1月にメジャーデビューすることが決定した[25]。さらに、新しいロゴマークも発表された[26]。
- 11月9日、Cheeky Paradeの公式ウェブサイトを開設[27]。
- 11月10日 - 、『HMV×Cheeky Parade メジャーデビューエンジン全開イベント 〜劇場がほしいから劇場にするの!!〜』（HMV大宮ロフト）を開催。

### 2013年
- 1月9日、メジャーデビューシングル「BUNBUN NINE9’」を発売。
- 2月9日 - 、『HMV×Cheeky Paradeエンジン全開イベント第2ステージ 〜Cheeky Parade Understand !?〜』（HMV大宮ロフト）を開催。
- 3月15日 - 、全国7都市で開催の、『日本縦断アイドル乱舞2013』に9nine、東京女子流と共に出演[28]。
- 3月31日、共演ライブ『Cheeky Parade アイドルグランプリ 〜大人の事情なんて不必要!?グループ対抗頂上決戦！〜』（新宿BLAZE）を開催[29][30]。
- 4月10日、2ndシングル「C.P.U !?」を発売。
- 5月6日、共演ライブ『Cheeky Parade アイドルグランプリ 〜汗と涙の数が明日への道〜』（新宿BLAZE）を開催。
- 5月24日、鈴木真梨耶が声帯結節のため活動を休止することを発表[31]。
- 6月11日、『SUPER☆GiRLS 生誕3周年記念SP アイドルストリートカーニバル 日本武道館 〜超絶少女たちの挑戦2013〜』（日本武道館）で鈴木真梨耶が復帰。
- 7月26日、共演ライブ『Cheeky Parade アイドルグランプリ 〜アイドルたちの夏祭り〜』（新宿BLAZE）を開催。
- 9月4日、3rdシングル「無限大少女∀」を発売。
- 11月27日、1stアルバム『Cheeky Parade I』を発売。

### 2014年
- 3月22日、メジャーデビュー後初のワンマンライブ『Cheeky Parade PREMIUM LIVE「THE FIRST」』（品川ステラボール）を開催。[32][33]
- 4月5日 - 、1stツアー『NINE LIVES TOUR〜ROAD TO NY〜』を開催。
- 6月18日、ミニアルバム『Together』を発売。
- 8月6日、初のライブ映像作品『Cheeky Parade PREMIUM LIVE「THE FIRST」』を発売。
- 10月12日、1stツアーの最終公演として、ニューヨーク最大級の音楽フェスティバル『The 3rd Annual CBGB Music & Film Festival』に日本人グループとして初めて出演した[34][35][36][37]。
- 12月3日、4thシングル「CANDY POP GALAXY BOMB !!/キズナPUNKY ROCK !!」を発売。

### 2015年
- 2月19日、結成3周年を記念するライブ『Cheeky Parade 3周年の集い』（DDD青山クロスシアター）を開催[38]。
- 4月8日、「CANDY POP GALAXY BOMB !! -Music Video Ver-」（ミュージックカード）を発売。
- 5月1日 - 6月14日、全国9都市をまわるライブハウスツアー『Cheeky Parade LIVE HOUSE TOUR〜Cheeky Boot Camp〜』を開催。
- 6月28日、ワンマンライブ『Cheeky MONSTER〜腹筋大博覧會〜』（赤坂BLITZ）を開催。
- 7月15日、5thシングル「M.O.N.ST@R/カラフルスターライト」を発売。[39]
- 7月18日 - 9月26日、日本各地を巡ってフリーイベントを行う『iDOL Street5周年記念 日本列島縦断の旅 〜歩み続ける少女たち〜』を開催。
- 11月21日 - 2016年1月15日、定期ライブ『Cheeky Parade×TOKYO IDOL LIVE Cheeky Parade定期公演「THE INNER MUSCLE」』（nicofarre）を開催。
- 12月16日、ライブ映像作品『Cheeky Parade LIVE 2015「Cheeky MONSTER〜腹筋大博覧會〜」』を発売。

### 2016年
- 1月17日、山本真凛と鈴木真梨耶がGEMの武田舞彩とともに、ロサンゼルスに同年夏ごろから約2年間留学することが発表された。
- 2月20日、結成4周年を記念するライブ『Cheeky Parade 4周年記念LIVE』（新宿BLAZE）を開催。
- 2月24日、6thシングル「SKY GATE」を発売。
- 5月3日・8日、ワンマンライブ『Cheeky MONSTER VOL2〜It's a Small World〜』を開催。山本真凛と鈴木真梨耶にとっては留学前最後のワンマンライブとなる。
- 6月1日、2ndアルバム『Cheeky Parade II』を発売。
- 6月25日、山本真凛と鈴木真梨耶の留学にともない、『iDOL Street Carnival 2016 6th Anniversary 〜RE:Я|LOAD〜』をもって新体制へ移行。7名体制としてお披露目された。またリーダーの交代や、ロゴマークのリニューアルなどが発表された。なお、山本と鈴木真にとっては留学前最後の国内でのライブとなる。
- 7月7日 - 10日、フランスのパリで行われた『JAPAN EXPO 2016』に出演。山本と鈴木真にとっては留学前最後のライブとなる[40]。
- 9月7日、7thシングルにして新体制初のシングル「Hands up!」を発売。
- 11月4日 - 2017年6月9日、定期ライブ『Cheeky Parade LIVE LIVE LIVE!』（WOMBLIVE）を開催。
- 12月1日、渡辺亜紗美が声帯ポリープのため、ライブでの歌唱を控えることを発表。

### 2017年
- 1月2日、『TOKYO IDOL PROJECT × @JAM ニューイヤープレミアムパーティー2017』で渡辺亜紗美が歌唱に復帰した。
- 2月19日、結成5周年を記念するライブ『Cheeky Parade 5周年記念LIVE』（TSUTAYA O-WEST）を開催。
- 3月14日、アメリカ合衆国テキサス州オースティンで行われた『SXSW 2017』で、starRoとのコラボレーションをおこなう。これは「任意背景リアルタイム被写体抽出技術」と「超高臨場感メディア同期技術」を用い、東京でパフォーマンスするCheeky Paradeの映像をリアルタイムにアメリカに抽出・伝送し、同イベントのステージ上に設置された透明スクリーンに投影するというもの。
- 4月26日、8thシングル「Shout along!」を発売。
- 5月19日、溝呂木世蘭と小鷹狩百花が6月9日の定期ライブ『Cheeky Parade LIVE LIVE LIVE! Vol.5』をもって活動終了すると公式サイト上で発表された[41]。
- 6月9日、『Cheeky Parade LIVE LIVE LIVE! Vol.5』をもって溝呂木世蘭と小鷹狩百花がCheeky Paradeのメンバーとしての活動を終了し[42]、同日付でエイベックス・マネジメントとの契約も終了した[43]。
- 9月2日・3日、タイで行われた『JAPAN EXPO IN THAILAND』に出演。
- 9月16日 - 12月10日、『Cheeky Parade 定期LIVE』（青山RizM）を開催。
- 11月22日、ミュージックカード「僕らの歌」を発売。

### 2018年
- 2月10日 - 18日、大阪・愛知・東京の3都市でライブツアー『Cheeky Parade 6周年ツアー』を開催。
- 2月14日、ミュージックカード「Answer」を発売。
- 4月12日、同年7月31日をもってグループの活動を終了し、解散することが発表された[11]。
- 7月12日、留学していた山本真凛と鈴木真梨耶が合流し、7名で『Cheeky Parade LAST LIVE』（マイナビBLITZ赤坂）を開催。
- 7月31日、解散。

## メンバー
歴代メンバーのうち、2020年11月時点でエイベックスに残っているのは関根のみである。一方、芸能活動を一切行っていないのは渡辺のみである。

### 解散時のメンバー
| 氏名                            | 生年月日              | 出身地   | 血液型 | 愛称              | iDOL Street 加入期 | avex アイドル オーディション2010 | 備考 |
| ------------------------------- | --------------------- | -------- | ------ | ----------------- | ------------------ | -------------------------------- | --- |
| 渡辺 亜紗美 （わたなべ あさみ） | 1994年9月27日（30歳） | 栃木県   | O型    | あさみん          | 2期                | 3次審査進出                      | ダンスリーダー a-nation'07 アクトダンサー 2019年3月31日をもって芸能界から引退したのち、2019年にシンガーソングライターの紘毅（歌手・前川清の長男）と結婚 |
| 関根 優那 （せきね ゆうな）     | 1994年9月28日（30歳） | 埼玉県   | B型    | ゆ〜にゃん ゆうな | 2期                | ファイナリスト                   | 初代リーダー（2011年 - 2016年6月25日） 元e-Streetリーダー(初代) |
| 島崎 莉乃 （しまざき りの）     | 1996年5月15日（29歳） | 神奈川県 | O型    | りのの            | 2期                | 3次審査進出                      | |
| 鈴木 友梨耶 （すずき ゆりや）   | 1996年8月28日（28歳） | 東京都   | A型    | ゆりゃ            | 2期                | ファイナリスト                   | 元 ROSE A REAL（2018年9月8日 - 2023年9月8日） 2代目リーダー（2016年6月25日 - 解散時） 鈴木真梨耶の姉 『BANANA CHIPS』フォトコンテストグランプリ（2007年） 「エイベックス×ニコ☆プチ公開オーディション」特別賞（2008年） 雑誌『ダンス・スタイル・キッズ』1期生（2009年） |
| 山本 真凜 （やまもと まりん）   | 1997年6月11日（28歳） | 三重県   | A型    | まりん            | 2期                | 3次審査進出                      | a-nation'09 アクトダンサー 雑誌『ダンス・スタイル・キッズ』1期生（2009年） 2016年6月から2018年6月まで留学のため活動休止 |
| 永井 日菜 （ながい ひな）       | 1998年2月6日（27歳）  | 東京都   | A型    | ひなchuン         | 2期                | 3次審査進出                      | TiiiMO元メンバー（2021年1月 - 2021年7月） |
| 鈴木 真梨耶 （すずき まりや）   | 1999年9月26日（25歳） | 東京都   | O型    | まりゃ            | 2期                | 3次審査進出                      | 元 ROSE A REAL（2018年9月8日 - 2023年9月8日） 鈴木友梨耶の妹 『BANANA CHIPS』専属モデル（2008年） 雑誌『ダンス・スタイル・キッズ』1期生（2009年） 2016年6月から2018年6月まで留学のため活動休止                                                                         |

### 過去のメンバー
| 氏名                            | 生年月日              | 出身地 | 血液型 | 愛称   | iDOL Street 加入期 | avex アイドル オーディション2010 | 備考 |
| ------------------------------- | --------------------- | ------ | ------ | ------ | ------------------ | -------------------------------- | --- |
| 溝呂木 世蘭 （みぞろぎ せらん） | 1997年4月22日（28歳） | 東京都 | A型    | せらん | 2期                | 3次審査進出                      | World Code所属（2022年2月 - ） TiiiMO元メンバー（2018年12月 - 2019年9月） Tiiigirl元メンバー（2019年2月 - 2019年9月） E☆Trapsの元メンバー 多数の雑誌やファッションショーでモデルを務める。 |
| 小鷹狩 百花 （こだかり ももか） | 1999年2月21日（26歳） | 大阪府 | AB型   | もも   | 2期追加            | -                                | N-weed所属（2018年8月 - ） 姉は元NMB48チームMの小鷹狩佑香 ごぶごぶガールズの元メンバー |

※愛称は「Cheeky Parade オフィシャルウェブサイト」による。なお、一部文献等では島崎の表記が異なる。

## 作品

### シングル

#### インディーズ
| 枚 | 発売日       | タイトル       | 規格品番   | 収録曲 | 備考 |
| -- | ------------ | -------------- | ---------- | --- | --- |
| 1  | 2012年4月1日 | Cheeky dreamer | AVC1-39081 | 1. Cheeky dreamer 2. 絶対!LoveMagic(Cheeky ver.) 3. あこがれストリート(Cheeky ver.) 4. Peace! Smile Girl(Cheeky ver.) | 「Cheeky dreamer」のメインボーカルは鈴木友・山本・永井。 タイトル曲を除く3曲はストリート生時代から歌われている楽曲。 「あこがれストリート」と「Peace! Smile Girl」は初音源化となる。 |

#### メジャー
| 枚 | 発売日         | タイトル                                     | 最高位 | 販売形態           | 規格品番                                      | 備考                                                                    |
| -- | -------------- | -------------------------------------------- | ------ | ------------------ | --------------------------------------------- | ----------------------------------------------------------------------- |
| 1  | 2013年1月9日   | BUNBUN NINE9’                                | 4位    | CD+DVD CD          | AVCD-39102/B AVCD-39103 AVC1-39104 AVC1-39105 | CD+DVD盤 CDのみ盤 ローソン・HMV限定盤 イベント会場・mu-moショップ限定盤 |
| 2  | 2013年4月10日  | C.P.U !?                                     | 5位    | CD+DVD CD          | AVCD-39114/B AVCD-39115 AVC1-39116 AVC1-39117 | CD+DVD盤 CDのみ盤 ローソン・HMV限定盤 イベント会場・mu-moショップ限定盤 |
| 3  | 2013年9月4日   | 無限大少女∀                                  | 4位    | CD+DVD CD          | AVCD-39134/B AVCD-39135 AVC1-39136 AVC1-39137 | CD+DVD盤 CDのみ盤 ローソン・HMV限定盤 イベント会場・mu-moショップ限定盤 |
| 4  | 2014年12月3日  | CANDY POP GALAXY BOMB !!/キズナPUNKY ROCK !! | 14位   | CD+Blu-ray Disc CD | AVCD-39195/B AVC1-39196 AVC1-39197            | CD+Blu-ray Disc盤 ローソン・HMV限定盤 イベント会場・mu-moショップ限定盤 |
| -  | 2015年4月8日   | CANDY POP GALAXY BOMB !! -Music Video Ver-   | -      | ミュージックカード | AQZ1-77002〜77011                             | 全10種類                                                                |
| 5  | 2015年7月15日  | M.O.N.ST@R/カラフルスターライト              | 12位   | CD+Blu-ray Disc CD | AVCD-39204/B AVC1-39205 AVC1-39206            | CD+Blu-ray Disc盤 HMV・Loppi 限定盤 イベント会場・mu-moショップ限定盤   |
| 6  | 2016年2月24日  | SKY GATE                                     | 14位   | CD+Blu-ray Disc CD | AVCD-39253/B AVC1-39254 AVC1-39255            | CD+Blu-ray Disc盤 HMV・Loppi 限定盤 イベント会場・mu-moショップ限定盤   |
| 7  | 2016年9月7日   | Hands up!                                    | 17位   | CD+Blu-ray Disc CD | AVCD-39299/B AVC1-39300                       | CD+Blu-ray Disc盤 CDのみ盤                                              |
| 8  | 2017年4月26日  | Shout along!                                 | 22位   | CD+Blu-ray Disc CD | AVCD-39362/B AVC1-39363                       | CD+Blu-ray Disc盤 CDのみ盤                                              |
| -  | 2017年11月22日 | 僕らの歌                                     | -      | ミュージックカード | AVZ1-39392〜39397                             | 全6種類                                                                 |
| -  | 2018年2月14日  | Answer                                       | -      | ミュージックカード | AVZ1-39398〜39403                             | 全6種類                                                                 |

### アルバム
| 枚 | 発売日         | タイトル         | 最高位 | 販売形態         | 規格品番                                                      | 備考                                                                                 |
| -- | -------------- | ---------------- | ------ | ---------------- | ------------------------------------------------------------- | ------------------------------------------------------------------------------------ |
| 1  | 2013年11月27日 | Cheeky Parade I  | 14位   | CD+DVD CD 2CD CD | AVCD-39145/B AVCD-39146/B AVCD-39147 AVC1-39158〜9 AVC1-39148 | CD+DVD豪華盤 CD+DVD盤 CDのみ盤 ローソン・HMV限定盤 イベント会場・mu-moショップ限定盤 |
| -  | 2014年6月18日  | Together         | 18位   | CD+DVD CD        | AVCD-39163/B AVC1-39164 AVC1-39165                            | CD+DVD盤 Loppi・HMV限定盤 イベント会場・mu-moショップ限定盤                          |
| 2  | 2016年6月1日   | Cheeky Parade II | 15位   | CD+Blu-ray CD    | AVCD-39267/B AVCD-39268                                       | CD+Blu-ray盤 Type"M" CD盤 Type"W"                                                    |

### 参加作品
| 発売日         | 作品名                              | 参加楽曲                            | 備考 |
| -------------- | ----------------------------------- | ----------------------------------- | --- |
| 2012年7月4日   | プリプリ♥SUMMERキッス               | 明日へSTEP!                         | iDOL Street All Members名義                                                                                          |
| 2012年12月19日 | TRFリスペクトアイドルトリビュート!! | BOY MEETS GIRL Love & Peace Forever | 「BOY MEETS GIRL」はIRF(IDOL RAVE FACTORY)名義で鈴木友 「Love & Peace Forever」はiDOL Street名義で鈴木友・山本・永井 |
| 2013年2月20日  | Celebration                         | Celebration                         | iDOL Street All Members名義                                                                                          |
| 2013年6月12日  | 常夏ハイタッチ                      | PAN-PAKA-PAN!                       | 同上 |
| 2014年8月13日  | アッハッハ!〜超絶爆笑音頭〜         | ハッピー・サークル・ストリート      | 同上 |
| 2017年12月20日 | CR花の慶次 10周年記念アルバム       | 武士ノ花                            | |

### 配信楽曲

#### Music
インディーズ時代に発売されたシングルCD「Cheeky dreamer」は現在も音楽配信の形で購入可能である。当初、個別課金制(ダウンロード)サービスではタイトルトラックの「Cheeky dreamer」のみ購入可能であったが、その後登場した月額定額制(ストリーミング)サービスでは収録曲4曲すべてが配信されるようになった(一部例外有り)。その後月額定額制(ストリーミング)サービスだったLINE MUSICが個別課金制(ダウンロード)サービスに参入した際、収録曲4曲すべてを購入できるようにした。
個別課金制
| 配信日         | 曲名           | 配信サービス              | 運営           | 規格                  | 備考                                                                                    |
| -------------- | -------------- | ------------------------- | -------------- | --------------------- | --------------------------------------------------------------------------------------- |
| 2012年6月13日  | Cheeky dreamer | レコチョク                | レコチョク     | 着うた/RBT            | 1Aメロ〜1Bメロ/1サビ/2Aメロ〜2Bメロ/ラストサビ                                          |
| 2012年6月20日  | Cheeky dreamer | レコチョク                | レコチョク     | 着うたフル/フルプラス |                                                                                         |
| 2012年6月20日  | Cheeky dreamer | iTunes Store              | Apple          | AAC                   |                                                                                         |
| 2012年6月20日  | Cheeky dreamer | mora                      | レーベルゲート | ATRAC3                | moraのリニューアルに伴い配信終了                                                        |
| 2012年9月14日  | Cheeky dreamer | Amazon Music              | Amazon         | MP3                   |                                                                                         |
| 2012年10月1日  | Cheeky dreamer | mora                      | レーベルゲート | AAC                   |                                                                                         |
| 2012年11月12日 | Cheeky dreamer | レコチョク                | レコチョク     | AAC                   |                                                                                         |
| 2013年3月28日  | Cheeky dreamer | Groovy                    | DeNA           | AAC                   | チケット制ストリーミングは権利の都合により非対応 Groovy自体のサービス終了に伴い配信終了 |
| 2017年7月27日  | Cheeky dreamer | LINE MUSIC (ダウンロード) | LINE           | AAC                   | 4曲すべて購入可能                                                                       |

※ほか、ミュゥモ、music.jpなどがある。
月額定額制
| 配信日        | タイトル       | 配信サービス                       | 備考 |
| ------------- | -------------- | ---------------------------------- | --- |
| 2013年3月4日  | Cheeky dreamer | レコチョク Best                    | |
| 2013年6月1日  | Cheeky dreamer | KKBOX                              | |
| 2015年5月27日 | Cheeky dreamer | AWA                                | |
| 2015年6月11日 | Cheeky dreamer | LINE MUSIC (ストリーミング)        | |
| 2015年6月30日 | Cheeky dreamer | Apple Music                        | 「Cheeky dreamer」のみ配信。                                                                                                  |
| 2015年9月3日  | Cheeky dreamer | Google Play Music (ストリーミング) | |
| 2016年8月4日  | Cheeky dreamer | Rakuten Music                      | |
| 2016年9月29日 | Cheeky dreamer | Spotify                            | |
| 2017年11月8日 | Cheeky dreamer | Amazon Music Unlimited             | 「Cheeky dreamer」のみ配信。                                                                                                  |
| (不明)        | ※              | dヒッツ                            | 「Cheeky dreamer」のみCheeky Paradeチャンネルでランダムに配信                                                                 |
| (不明)        | ※              | うたパス                           | 本作収録曲全てをCheeky Paradeのプレイリストでランダムに配信 聴き放題プラン Myうたプラスのみ本作収録曲全てをMyうたに保存可能。 |
| 2018年3月1日  | ※              | J:COMミュージック                  | 本作収録曲全てをCheeky Paradeのプレイリストでランダムに配信。 本作収録曲全てをMyうたに保存可能。                              |

#### Video
| 配信日         | 曲名              | 配信サービス  | 運営 | 規格 | 備考                                                                        |
| -------------- | ----------------- | ------------- | ---- | ---- | --------------------------------------------------------------------------- |
| 2012年12月26日 | Cheeky dreamer    | BeeTV/dビデオ | ABC  | -    | 『SUPER☆GiRLS生誕2周年記念SP & アイドルストリートカーニバル2012』ライブ映像 |
| 2012年12月26日 | Peace! Smile Girl | BeeTV/dビデオ | ABC  | -    | 『SUPER☆GiRLS生誕2周年記念SP & アイドルストリートカーニバル2012』ライブ映像 |

### 映像作品
| 年     | 発売日   | タイトル                                                                                       | 販売形態             | 規格品番                   |
| ------ | -------- | ---------------------------------------------------------------------------------------------- | -------------------- | -------------------------- |
| 2012年 | 9月19日  | SUPER☆GiRLS生誕2周年記念SP & アイドルストリートカーニバル2012                                  | Blu-ray Disc+DVD DVD | AVXD-39082/B AVBD-39083    |
| 2012年 | 12月12日 | 超絶☆学園〜未来へのSTEP〜                                                                      | DVD3枚組             | AVBD-39099〜101            |
| 2013年 | 1月9日   | 超絶バスツアー〜アイドルストリート大運動会in 山梨〜                                            | DVD                  | AVB1-39113                 |
| 2013年 | 11月6日  | SUPER☆GiRLS 生誕3周年記念SP アイドルストリートカーニバル 日本武道館 〜超絶少女たちの挑戦2013〜 | Blu-ray Disc+DVD DVD | AVXD-39142/B AVBD-39143〜4 |
| 2014年 | 8月6日   | Cheeky Parade PREMIUM LIVE「THE FIRST」                                                        | Blu-ray Disc DVD     | AVBD-39166 AVXD-39167      |
| 2015年 | 3月1日   | 第4回 秋の大運動会2014 〜アイドルの汗が眩しすぎンだよぉ!!〜                                    | DVD                  | FCKK-260001                |
| 2015年 | 12月16日 | Cheeky Parade LIVE 2015「Cheeky MONSTER〜腹筋大博覧會〜」                                      | Blu-ray Disc DVD     | AVBD-39239 AVXD-39240      |

## タイアップ
| 起用年 | 楽曲                                  | タイアップ                                                                | 収録作品                                                    |
| ------ | ------------------------------------- | ------------------------------------------------------------------------- | ----------------------------------------------------------- |
| 2013年 | BUNBUN NINE9’                         | テレビ東京系アニメ『探検ドリランド』エンディングテーマ（26話 - 37話）     | 1stシングル「BUNBUN NINE9’」                                |
| 2013年 | BUNBUN NINE9’                         | TOKYO MX『Girls TV!』1月度エンディングテーマ                              | 1stシングル「BUNBUN NINE9’」                                |
| 2013年 | BUNBUN NINE9’                         | J:COM『つながるGO!GO!』1月度エンディングテーマ                            | 1stシングル「BUNBUN NINE9’」                                |
| 2013年 | BUNBUN NINE9’                         | スカイ・A「日本女子バスケットボール Wリーグ クライマックス中継」テーマ曲  | 1stシングル「BUNBUN NINE9’」                                |
| 2013年 | BUNBUN NINE9’                         | テレ玉『LIONS CHANNEL』2014年4・5月度エンディングテーマ                   | 1stシングル「BUNBUN NINE9’」                                |
| 2013年 | C.P.U !?                              | TBS系『ランク王国』2・3月度オープニングテーマ                             | 2ndシングル「C.P.U !?」                                     |
| 2013年 | 無限大少女∀                           | 夏サカス2013テーマソング                                                  | 3rdシングル「無限大少女∀」                                  |
| 2013年 | 無限大少女∀                           | 東レ パン・パシフィック・テニス2013公式ソング                             | 3rdシングル「無限大少女∀」                                  |
| 2013年 | PAN-PAKA-PAN! (Song by Cheeky Parade) | NHK Eテレ アニメ『はなかっぱ』オープニングテーマ                          | 1stアルバム『Cheeky Parade I』                              |
| 2013年 | チェケラ                              | White Sacasテーマソング                                                   | 1stアルバム『Cheeky Parade I』                              |
| 2014年 | Together                              | テレビ朝日系『musicる TV』6月度オープニングテーマ                         | ミニアルバム『Together』                                    |
| 2014年 | Fly Higher                            | テレ玉『ライオンズアワー』エンディングテーマ                              | ミニアルバム『Together』                                    |
| 2014年 | Fly Higher                            | テレ玉『LIONS CHANNEL』6月度エンディングテーマ                            | ミニアルバム『Together』                                    |
| 2014年 | CANDY POP GALAXY BOMB !!              | White Sacas 2014 テーマソング                                             | 4thシングル「CANDY POP GALAXY BOMB !!/キズナPUNKY ROCK !!」 |
| 2014年 | キズナPUNKY ROCK !!                   | 2014冬 オートバックス静岡エリアCMソング                                   | 4thシングル「CANDY POP GALAXY BOMB !!/キズナPUNKY ROCK !!」 |
| 2015年 | M.O.N.ST@R                            | tvk『POP PARADE』7月度テーマソング                                        | 5thシングル「M.O.N.ST@R/カラフルスターライト」              |
| 2015年 | M.O.N.ST@R                            | J:COM『J:テレ スタイル』7月度エンディングテーマ                           | 5thシングル「M.O.N.ST@R/カラフルスターライト」              |
| 2015年 | M.O.N.ST@R                            | BS 258 ディーライフ 先取りバラエティ『ジャパカル』7月度オープニングテーマ | 5thシングル「M.O.N.ST@R/カラフルスターライト」              |
| 2015年 | M.O.N.ST@R                            | BS 12 Twellv『やっちまった企画室』7月度エンディングテーマ                 | 5thシングル「M.O.N.ST@R/カラフルスターライト」              |
| 2016年 | SKY GATE                              | テレ玉『ごごたま』3月度テーマソング                                       | 6thシングル「SKY GATE」                                     |

## ライブ・イベント

### 単独/主催ライブ
| 公演日                              | 公演名 | 会場                                             | 形態               | 備考 |
| 2012年                              | 2012年 | 2012年                                           | 2012年             | 2012年 |
| ----------------------------------- | --- | ------------------------------------------------ | ------------------ | --- |
| 4月1日・22日・5月12日・27日・6月3日 | Cheeky Parade ラブパレ2012 〜ナマイキくらいがちょうどイイっ!?〜                                                              | 汐留AX                                           | ミニライブ         | 各日2回公演。6月3日は、インディーズシングル完売を受けての「感謝祭」イベント。その2回目(Vol.10)の公演は初のチケット完売となり、250人を動員。さらにサプライズとして、勝田梨乃(SUPER☆GiRLS)がゲスト出演。 |
| 8月1日・2日・10日・17日・24日       | Cheeky Parade with ストリート生 ラブパレ2012夏〜GAN GAN GANと生意気でいかせて頂きます!〜                                     | 汐留AX                                           | ミニライブ         | 各日2回公演。ストリート生も、5つの地区ごとに日替わりで出演。 |
| 9月22日                             | Cheeky Parade GAN GAN GANでいざ突き進め!ナニガナンデモメジャーデビュー!LIVE                                                  | 新宿BLAZE                                        | フルライブ         | avexの担当者が登場し、「来場者は723名、報道や関係者を合わせて766名であり、課題動員数である800人には達していないが、これまでの頑張りと可能性や期待を込めてCheeky Paradeのメジャーデビューを決定する」と公演の中で発表した。 |
| 2013年                              | |                                                  |                    | |
| 3月10日                             | Cheeky Parade Talk&Live チキパのオキテ Vol.1                                                                                 | 文化放送メディアプラスホール                     | トーク ミニライブ  | 我が家、古賀シュウ、おかもとまりがゲスト出演。 |
| 3月31日                             | Cheeky Parade アイドルグランプリ 〜大人の事情なんて不必要!?グループ対抗頂上決戦!〜                                           | 新宿BLAZE                                        | 4者共演 (Vol.1)    | 対戦相手としてアップアップガールズ（仮）、アフィリア・サーガ、Party Rocketsが出演。各出演者への観客の声援の大きさによって勝敗を決定し、騒音計の数値の最も大きかったCheeky Paradeが優勝となった。 |
| 3月31日                             | Cheeky Parade アイドルグランプリ 〜大人の事情なんて不必要!?グループ対抗頂上決戦!〜                                           | 新宿BLAZE                                        | 2者共演 (Vol.2)    | 対戦相手としてチームしゃちほこが出演。各グループの代表者3名の、公演でのカロリー計測定の合計値によって勝敗を決定し、数値の大きかったチームしゃちほこの勝利となった。Cheeky Paradeは敗れたことで、「妹分」という肩書きを剥奪された。 |
| 4月28日                             | チキパのオキテ Vol.2 | 文化放送メディアプラスホール                     | トーク ミニライブ  | 我が家、古賀シュウ、テル、ダンディ坂野がゲスト出演。 |
| 5月6日                              | Cheeky Parade アイドルグランプリ 〜汗と涙の数が明日への道〜                                                                  | 新宿BLAZE                                        | 6者共演            | WE LOVE、WHY@DOLL、青山☆聖ハチャメチャハイスクール、paletが対戦相手として出演。また、シークレットゲストとしてベイビーレイズが登場。勝敗はくじ引きによって決定した。 |
| 6月1日                              | チキパのオキテ Vol.3 | 文化放送メディアプラスホール                     | トーク ミニライブ  | 谷田部俊、古賀シュウ、テル、ザブングル、インスタントジョンソンがゲスト出演。また、「無限大少女∀」を初披露。鈴木真は欠席。 |
| 7月20日                             | チキパのオキテ Vol.4 | 文化放送メディアプラスホール                     | トーク ミニライブ  | AMEMIYA、オテンキ、インスタントジョンソンがゲスト出演。 |
| 7月26日                             | Cheeky Parade アイドルグランプリ 〜アイドルたちの夏祭り〜                                                                    | 新宿BLAZE                                        | 共演ライブ         | 27日も開催予定だったが、TIF2013出演のため中止。 |
| 8月5日                              | TOKYO CULTUART by BEAMS × 2.5D × Cheeky Parade 「"C.P.∞CAP"コラボレート記念 〜Cheeky Collection!〜」                         | 2.5Dスタジオ （渋谷PARCO PART1）                 | トーク ミニライブ  | |
| 10月6日                             | チキパのオキテ Vol.5 | 文化放送メディアプラスホール                     | トーク ミニライブ  | ヒロシ、インスタントジョンソン、オテンキ、テルがゲスト出演。 |
| 11月9日                             | Cheeky Parade エンジン全開イベント FINAL ステージ 〜宇宙の彼方へ「Cheeky Parade I」〜                                        | テレビ神奈川 APPLAUSE                            | ミニライブ         | 11月9日・30日・12月1日は観覧無料。11月16日・17日・24日・12月1日は2回公演。11月30日には矢追純一とのスペシャルトークショーを開催。 |
| 11月16日                            | Cheeky Parade エンジン全開イベント FINAL ステージ 〜宇宙の彼方へ「Cheeky Parade I」〜                                        | DDD青山クロスシアター                            | ミニライブ         | 11月9日・30日・12月1日は観覧無料。11月16日・17日・24日・12月1日は2回公演。11月30日には矢追純一とのスペシャルトークショーを開催。 |
| 11月17日                            | Cheeky Parade エンジン全開イベント FINAL ステージ 〜宇宙の彼方へ「Cheeky Parade I」〜                                        | AKIBAカルチャーズ劇場                            | ミニライブ         | 11月9日・30日・12月1日は観覧無料。11月16日・17日・24日・12月1日は2回公演。11月30日には矢追純一とのスペシャルトークショーを開催。 |
| 11月24日                            | Cheeky Parade エンジン全開イベント FINAL ステージ 〜宇宙の彼方へ「Cheeky Parade I」〜                                        | AKIBAカルチャーズ劇場                            | ミニライブ         | 11月9日・30日・12月1日は観覧無料。11月16日・17日・24日・12月1日は2回公演。11月30日には矢追純一とのスペシャルトークショーを開催。 |
| 11月30日                            | Cheeky Parade エンジン全開イベント FINAL ステージ 〜宇宙の彼方へ「Cheeky Parade I」〜                                        | 東京ドームシティ ラクーア                        | ミニライブ         | 11月9日・30日・12月1日は観覧無料。11月16日・17日・24日・12月1日は2回公演。11月30日には矢追純一とのスペシャルトークショーを開催。 |
| 12月1日                             | Cheeky Parade エンジン全開イベント FINAL ステージ 〜宇宙の彼方へ「Cheeky Parade I」〜                                        | 阪急西宮ガーデンズ                               | ミニライブ         | 11月9日・30日・12月1日は観覧無料。11月16日・17日・24日・12月1日は2回公演。11月30日には矢追純一とのスペシャルトークショーを開催。 |
| 2014年                              | |                                                  |                    | |
| 1月25日                             | チキパのオキテ Vol.6 | 文化放送メディアプラスホール                     | トーク ミニライブ  | マシンガンズ、コウメ太夫、インスタントジョンソン、オテンキ、テルがゲスト出演。 |
| 2月1日・2日                         | CHEEKY CHALLENGER〜「THE FIRST」への道〜                                                                                     | Live Hall M.I.D                                  | ミニライブ         | 各日2回公演。1日の1部は渡辺・島崎が、2部は小鷹狩・鈴木真が、2日の1部は山本・永井が、2部は関根・鈴木友・溝呂木がライブを構成。また、オープニングアクトとしてNAGOYA Chubuが出演。 |
| 2月19日                             | 結成2周年記念イベント「Cheeky Parade 2nd Anniversary Live 2014」                                                             | 文化放送メディアプラスホール                     | ミニライブ         | Cheeky Parade【NINE LIVES TOUR〜ROAD TO NY〜】の開催を発表した。 |
| 3月22日                             | Cheeky Parade PREMIUM LIVE「THE FIRST」                                                                                      | 品川ステラボール                                 | フルライブ         | 2回公演。Ameba Studioで生配信。 |
| 3月30日                             | チキパのオキテ Vol.7 | 文化放送メディアプラスホール                     | トーク ミニライブ  | Wエンジン、りっち。、インスタントジョンソン、マシンガンズがゲスト出演。 |
| 4月5日・6日                         | Cheeky Parade【NINE LIVES TOUR〜ROAD TO NY〜】                                                                               | 【宮城】darwin                                   | ツアー             | オープニングアクトで各地のストリート生が出演（6月22日・7月19日は出演なし）。5月3日はGEMがゲスト出演。 8月16日は【NINE LIVES TOUR〜チキパのNATSUMATSURI〜】と銘打った追加公演。 10月9日-13日は【Cheeky Parade NY TOUR「チキパ流 修学旅行〜ニューヨークってどうなの?〜」】としてニューヨークへのファンツアーを実施。11日は「NY COMIC CON」、12日は「The 3rd Annual CBGB Music & Film Festival」に出演。 |
| 5月3日                              | Cheeky Parade【NINE LIVES TOUR〜ROAD TO NY〜】                                                                               | 【大阪】梅田CLUB QUATTRO                         | ツアー             | オープニングアクトで各地のストリート生が出演（6月22日・7月19日は出演なし）。5月3日はGEMがゲスト出演。 8月16日は【NINE LIVES TOUR〜チキパのNATSUMATSURI〜】と銘打った追加公演。 10月9日-13日は【Cheeky Parade NY TOUR「チキパ流 修学旅行〜ニューヨークってどうなの?〜」】としてニューヨークへのファンツアーを実施。11日は「NY COMIC CON」、12日は「The 3rd Annual CBGB Music & Film Festival」に出演。 |
| 5月5日                              | Cheeky Parade【NINE LIVES TOUR〜ROAD TO NY〜】                                                                               | 【東京】AKIBAカルチャーズ劇場                    | ツアー             | オープニングアクトで各地のストリート生が出演（6月22日・7月19日は出演なし）。5月3日はGEMがゲスト出演。 8月16日は【NINE LIVES TOUR〜チキパのNATSUMATSURI〜】と銘打った追加公演。 10月9日-13日は【Cheeky Parade NY TOUR「チキパ流 修学旅行〜ニューヨークってどうなの?〜」】としてニューヨークへのファンツアーを実施。11日は「NY COMIC CON」、12日は「The 3rd Annual CBGB Music & Film Festival」に出演。 |
| 5月11日                             | Cheeky Parade【NINE LIVES TOUR〜ROAD TO NY〜】                                                                               | 【福岡】あるあるYY劇場                           | ツアー             | オープニングアクトで各地のストリート生が出演（6月22日・7月19日は出演なし）。5月3日はGEMがゲスト出演。 8月16日は【NINE LIVES TOUR〜チキパのNATSUMATSURI〜】と銘打った追加公演。 10月9日-13日は【Cheeky Parade NY TOUR「チキパ流 修学旅行〜ニューヨークってどうなの?〜」】としてニューヨークへのファンツアーを実施。11日は「NY COMIC CON」、12日は「The 3rd Annual CBGB Music & Film Festival」に出演。 |
| 5月31日・6月1日                     | Cheeky Parade【NINE LIVES TOUR〜ROAD TO NY〜】                                                                               | 【北海道】SPACE ART STUDIO                       | ツアー             | オープニングアクトで各地のストリート生が出演（6月22日・7月19日は出演なし）。5月3日はGEMがゲスト出演。 8月16日は【NINE LIVES TOUR〜チキパのNATSUMATSURI〜】と銘打った追加公演。 10月9日-13日は【Cheeky Parade NY TOUR「チキパ流 修学旅行〜ニューヨークってどうなの?〜」】としてニューヨークへのファンツアーを実施。11日は「NY COMIC CON」、12日は「The 3rd Annual CBGB Music & Film Festival」に出演。 |
| 6月22日                             | Cheeky Parade【NINE LIVES TOUR〜ROAD TO NY〜】                                                                               | 【静岡】FORCE                                    | ツアー             | オープニングアクトで各地のストリート生が出演（6月22日・7月19日は出演なし）。5月3日はGEMがゲスト出演。 8月16日は【NINE LIVES TOUR〜チキパのNATSUMATSURI〜】と銘打った追加公演。 10月9日-13日は【Cheeky Parade NY TOUR「チキパ流 修学旅行〜ニューヨークってどうなの?〜」】としてニューヨークへのファンツアーを実施。11日は「NY COMIC CON」、12日は「The 3rd Annual CBGB Music & Film Festival」に出演。 |
| 7月19日                             | Cheeky Parade【NINE LIVES TOUR〜ROAD TO NY〜】                                                                               | 【広島】ナミキジャンクション                     | ツアー             | オープニングアクトで各地のストリート生が出演（6月22日・7月19日は出演なし）。5月3日はGEMがゲスト出演。 8月16日は【NINE LIVES TOUR〜チキパのNATSUMATSURI〜】と銘打った追加公演。 10月9日-13日は【Cheeky Parade NY TOUR「チキパ流 修学旅行〜ニューヨークってどうなの?〜」】としてニューヨークへのファンツアーを実施。11日は「NY COMIC CON」、12日は「The 3rd Annual CBGB Music & Film Festival」に出演。 |
| 7月20日                             | Cheeky Parade【NINE LIVES TOUR〜ROAD TO NY〜】                                                                               | 【愛知】Live Hall M.I.D                          | ツアー             | オープニングアクトで各地のストリート生が出演（6月22日・7月19日は出演なし）。5月3日はGEMがゲスト出演。 8月16日は【NINE LIVES TOUR〜チキパのNATSUMATSURI〜】と銘打った追加公演。 10月9日-13日は【Cheeky Parade NY TOUR「チキパ流 修学旅行〜ニューヨークってどうなの?〜」】としてニューヨークへのファンツアーを実施。11日は「NY COMIC CON」、12日は「The 3rd Annual CBGB Music & Film Festival」に出演。 |
| 8月16日                             | Cheeky Parade【NINE LIVES TOUR〜ROAD TO NY〜】                                                                               | 【東京】EX THEATER ROPPONGI                      | ツアー             | オープニングアクトで各地のストリート生が出演（6月22日・7月19日は出演なし）。5月3日はGEMがゲスト出演。 8月16日は【NINE LIVES TOUR〜チキパのNATSUMATSURI〜】と銘打った追加公演。 10月9日-13日は【Cheeky Parade NY TOUR「チキパ流 修学旅行〜ニューヨークってどうなの?〜」】としてニューヨークへのファンツアーを実施。11日は「NY COMIC CON」、12日は「The 3rd Annual CBGB Music & Film Festival」に出演。 |
| 10月9日 - 13日                      | Cheeky Parade【NINE LIVES TOUR〜ROAD TO NY〜】                                                                               | アメリカ合衆国【ニューヨーク】タイムズスクエア他 | ツアー             | オープニングアクトで各地のストリート生が出演（6月22日・7月19日は出演なし）。5月3日はGEMがゲスト出演。 8月16日は【NINE LIVES TOUR〜チキパのNATSUMATSURI〜】と銘打った追加公演。 10月9日-13日は【Cheeky Parade NY TOUR「チキパ流 修学旅行〜ニューヨークってどうなの?〜」】としてニューヨークへのファンツアーを実施。11日は「NY COMIC CON」、12日は「The 3rd Annual CBGB Music & Film Festival」に出演。 |
| 5月18日                             | チキパのオキテ Vol.8 | 文化放送メディアプラスホール                     | トーク ミニライブ  | スパローズ、クールポコ、古賀シュウ、オテンキがゲスト出演。 |
| 7月26日                             | チキパのオキテ Vol.9 | 文化放送メディアプラスホール                     | ミニライブ 握手会  | インスタントジョンソン、古賀シュウ、花香よしあし、オラキオ、ヒロシがゲスト出演。 |
| 9月28日                             | チキパのオキテ Vol.10 | 文化放送メディアプラスホール                     | トーク ミニライブ  | きくりん、ニッチロー、古賀シュウ、オテンキ、インスタントジョンソン、マシンガンズ、AMEMIYA、我が家がゲスト出演 |
| 11月16日                            | チキパのオキテ Vol.11 | 文化放送メディアプラスホール                     | トーク ミニライブ  | 波田陽区、こまつ、ジョーク東郷、インスタントジョンソン、古賀シュウがゲスト出演。 |
| 12月14日                            | Cheeky Parade NY凱旋集会 | Zepp DiverCity(TOKYO)                            | フルライブ         | 1部は「CBGB FESTIVAL」、2部は「2014年→2015年」をテーマにした2回公演。ファンクラブ会員が招待された。 |
| 12月23日・24日・28日                | iDOL Street Thank you 2014                                                                                                   | DDD青山クロスシアター                            | トーク ミニライブ  | 23日は「チキパサンタがやってきた」、24日は「チキパのクリスマスへの想い」、28日は「チキパの紅白歌合戦」と銘打った公演。24日は2回公演。 |
| 2015年                              | |                                                  |                    | |
| 1月25日                             | チキパのオキテ Vol.12 | 文化放送メディアプラスホール                     | トーク ミニライブ  | インスタントジョンソン、ザブングル、こまつがゲスト出演。 |
| 2月19日                             | Cheeky Parade 3周年の集い | DDD青山クロスシアター                            | ミニライブ         | 2回公演 |
| 2月22日                             | Cheeky Parade ミニライブ&握手会                                                                                              | アキバ☆ソフマップ1号店                           | ミニライブ 握手会  | |
| 2月28日                             | Cheeky Parade SPRING LIVE 2015〜CHEEKY UNSTOPPABLE〜                                                                         | 【大阪】BIG CAT                                  | フルライブ         | 各日2回公演 |
| 3月1日                              | Cheeky Parade SPRING LIVE 2015〜CHEEKY UNSTOPPABLE〜                                                                         | 【愛知】THE BOTTOM LINE                          | フルライブ         | 各日2回公演 |
| 3月15日                             | チキパのオキテ Vol.13 | 文化放送メディアプラスホール                     | トーク ミニライブ  | マツモトクラブ、オテンキ、ヤポンスキーこばやし画伯、こまつがゲスト出演。 |
| 5月1日                              | Cheeky Parade LIVE HOUSE TOUR〜Cheeky Boot Camp〜                                                                            | 【東京】高田馬場CLUB PHASE                       | ツアー             | 各日2回公演（東京のみ1回公演）。永井は体調不良のため兵庫公演・京都公演を欠席。 |
| 5月2日                              | Cheeky Parade LIVE HOUSE TOUR〜Cheeky Boot Camp〜                                                                            | 【栃木】HEVEN'S ROCK宇都宮                       | ツアー             | 各日2回公演（東京のみ1回公演）。永井は体調不良のため兵庫公演・京都公演を欠席。 |
| 5月3日                              | Cheeky Parade LIVE HOUSE TOUR〜Cheeky Boot Camp〜                                                                            | 【宮城】仙台MACANA                               | ツアー             | 各日2回公演（東京のみ1回公演）。永井は体調不良のため兵庫公演・京都公演を欠席。 |
| 5月16日                             | Cheeky Parade LIVE HOUSE TOUR〜Cheeky Boot Camp〜                                                                            | 【静岡】浜松FORCE                                | ツアー             | 各日2回公演（東京のみ1回公演）。永井は体調不良のため兵庫公演・京都公演を欠席。 |
| 5月17日                             | Cheeky Parade LIVE HOUSE TOUR〜Cheeky Boot Camp〜                                                                            | 【神奈川】新横浜NEW SIDE BEACH!!                 | ツアー             | 各日2回公演（東京のみ1回公演）。永井は体調不良のため兵庫公演・京都公演を欠席。 |
| 5月30日                             | Cheeky Parade LIVE HOUSE TOUR〜Cheeky Boot Camp〜                                                                            | 【山梨】甲府CONVICTION                           | ツアー             | 各日2回公演（東京のみ1回公演）。永井は体調不良のため兵庫公演・京都公演を欠席。 |
| 5月31日                             | Cheeky Parade LIVE HOUSE TOUR〜Cheeky Boot Camp〜                                                                            | 【千葉】稲毛K's Dream                            | ツアー             | 各日2回公演（東京のみ1回公演）。永井は体調不良のため兵庫公演・京都公演を欠席。 |
| 6月13日                             | Cheeky Parade LIVE HOUSE TOUR〜Cheeky Boot Camp〜                                                                            | 【兵庫】Kobe SLOPE                               | ツアー             | 各日2回公演（東京のみ1回公演）。永井は体調不良のため兵庫公演・京都公演を欠席。 |
| 6月14日                             | Cheeky Parade LIVE HOUSE TOUR〜Cheeky Boot Camp〜                                                                            | 【京都】KYOTO MUSE                               | ツアー             | 各日2回公演（東京のみ1回公演）。永井は体調不良のため兵庫公演・京都公演を欠席。 |
| 5月9日                              | チキパのオキテ Vol.14 | 文化放送メディアプラスホール                     | トーク ミニライブ  | GAG少年楽団、グランジ、マツモトクラブ、こまつがゲスト出演。 |
| 6月28日                             | Cheeky MONSTER〜腹筋大博覧會〜                                                                                               | 赤坂BLITZ                                        | フルライブ         | オープニングアクトでわーすたが出演。「カラフルスターライト」を初披露。ライブの模様はニコニコ生放送で生中継された。 |
| 7月24日                             | iDOL Street5周年記念 日本列島縦断の旅 〜歩み続ける少女たち〜                                                                 | 【山梨】イトーヨーカドー甲府昭和                 | ミニライブ 握手会  | 7月24日はGEMとの共演。8月23日・9月22日はSUPER☆GiRLS・GEMとの共演。 |
| 8月8日                              | iDOL Street5周年記念 日本列島縦断の旅 〜歩み続ける少女たち〜                                                                 | 【埼玉】イトーヨーカドー錦町                     | ミニライブ 握手会  | 7月24日はGEMとの共演。8月23日・9月22日はSUPER☆GiRLS・GEMとの共演。 |
| 8月14日                             | iDOL Street5周年記念 日本列島縦断の旅 〜歩み続ける少女たち〜                                                                 | 【栃木】イトーヨーカドー宇都宮                   | ミニライブ 握手会  | 7月24日はGEMとの共演。8月23日・9月22日はSUPER☆GiRLS・GEMとの共演。 |
| 8月15日                             | iDOL Street5周年記念 日本列島縦断の旅 〜歩み続ける少女たち〜                                                                 | 【北海道】アリオ札幌                             | ミニライブ 握手会  | 7月24日はGEMとの共演。8月23日・9月22日はSUPER☆GiRLS・GEMとの共演。 |
| 8月21日                             | iDOL Street5周年記念 日本列島縦断の旅 〜歩み続ける少女たち〜                                                                 | 【京都】イトーヨーカドー六地蔵                   | ミニライブ 握手会  | 7月24日はGEMとの共演。8月23日・9月22日はSUPER☆GiRLS・GEMとの共演。 |
| 8月23日                             | iDOL Street5周年記念 日本列島縦断の旅 〜歩み続ける少女たち〜                                                                 | 【大阪】アリオ八尾                               | ミニライブ 握手会  | 7月24日はGEMとの共演。8月23日・9月22日はSUPER☆GiRLS・GEMとの共演。 |
| 8月24日                             | iDOL Street5周年記念 日本列島縦断の旅 〜歩み続ける少女たち〜                                                                 | 【愛知】イトーヨーカドー尾張旭                   | ミニライブ 握手会  | 7月24日はGEMとの共演。8月23日・9月22日はSUPER☆GiRLS・GEMとの共演。 |
| 9月13日                             | iDOL Street5周年記念 日本列島縦断の旅 〜歩み続ける少女たち〜                                                                 | 【青森】イトーヨーカドー青森                     | ミニライブ 握手会  | 7月24日はGEMとの共演。8月23日・9月22日はSUPER☆GiRLS・GEMとの共演。 |
| 9月19日                             | iDOL Street5周年記念 日本列島縦断の旅 〜歩み続ける少女たち〜                                                                 | 【静岡】イトーヨーカドー静岡                     | ミニライブ 握手会  | 7月24日はGEMとの共演。8月23日・9月22日はSUPER☆GiRLS・GEMとの共演。 |
| 9月20日                             | iDOL Street5周年記念 日本列島縦断の旅 〜歩み続ける少女たち〜                                                                 | 【三重】イオン桑名                               | ミニライブ 握手会  | 7月24日はGEMとの共演。8月23日・9月22日はSUPER☆GiRLS・GEMとの共演。 |
| 9月21日                             | iDOL Street5周年記念 日本列島縦断の旅 〜歩み続ける少女たち〜                                                                 | 【広島】イトーヨーカドー福山                     | ミニライブ 握手会  | 7月24日はGEMとの共演。8月23日・9月22日はSUPER☆GiRLS・GEMとの共演。 |
| 9月22日                             | iDOL Street5周年記念 日本列島縦断の旅 〜歩み続ける少女たち〜                                                                 | 【福岡】リバーウォーク北九州                     | ミニライブ 握手会  | 7月24日はGEMとの共演。8月23日・9月22日はSUPER☆GiRLS・GEMとの共演。 |
| 9月23日                             | iDOL Street5周年記念 日本列島縦断の旅 〜歩み続ける少女たち〜                                                                 | 【岐阜】イトーヨーカドー柳津                     | ミニライブ 握手会  | 7月24日はGEMとの共演。8月23日・9月22日はSUPER☆GiRLS・GEMとの共演。 |
| 9月26日                             | iDOL Street5周年記念 日本列島縦断の旅 〜歩み続ける少女たち〜                                                                 | 【東京】イトーヨーカドー葛西                     | ミニライブ 握手会  | 7月24日はGEMとの共演。8月23日・9月22日はSUPER☆GiRLS・GEMとの共演。 |
| 7月25日                             | チキパのオキテ Vol.15 | 文化放送メディアプラスホール                     | トーク ミニライブ  | とにかく明るい安村、インスタントジョンソン、マツモトクラブがゲスト出演。 |
| 7月29日                             | 走るひと Presents「ノンストップ全力ライブ」supported by adidas                                                               | 新宿BLAZE                                        | ミニライブ         | スポーツウェアを着用して60分間ノンストップでパフォーマンスを行った。 |
| 8月22日                             | SUPER☆GiRLS NEWシングル「イッチャって♪ ヤッチャって♪」発売記念 アイドルストリート集結!3グループ連続ミニライブ+握手会イベント | あべのキューズモール                             | ミニライブ 握手会  | |
| 9月27日                             | チキパのオキテ Vol.16 | 文化放送メディアプラスホール                     | トーク ミニライブ  | バイク川崎バイク、本日は晴天なり、マーナ、インスタントジョンソン、こまつがゲスト出演。 |
| 11月21日                            | Cheeky Parade×TOKYO IDOL LIVE Cheeky Parade定期公演「THE INNER MUSCLE」                                                      | nicofarre                                        | フルライブ 2者共演 | Vol.1公演。2回公演。1部は「Back to the Future」をテーマにしたライブを、2部はアップアップガールズ（仮）とのツーマンライブを開催。前売り券は両部共に完売。ライブの模様はニコニコ生放送で生配信された。 |
| 12月26日                            | Cheeky Parade×TOKYO IDOL LIVE Cheeky Parade定期公演「THE INNER MUSCLE」                                                      | nicofarre                                        | フルライブ 2者共演 | Vol.2公演。2回公演。1部は「天使にラブソングを」をテーマにしたライブを、2部はTEMPURA KIDZとのツーマンライブを開催。前売り券は両部共に完売。ライブの模様はニコニコ生放送で生配信された。 |
| 2016年1月15日                       | Cheeky Parade×TOKYO IDOL LIVE Cheeky Parade定期公演「THE INNER MUSCLE」                                                      | nicofarre                                        | フルライブ         | Vol.3公演。「地獄の黙示録」をテーマに90分間のノンストップライブを行った。ライブの模様はニコニコ生放送で生配信された。 |
| 12月5日                             | チキパのオキテ Vol.17 | 文化放送メディアプラスホール                     | トーク ミニライブ  | めいどのみやげ、もう中学生、インスタントジョンソン、こまつがゲスト出演。 |
| 12月7日                             | 第2回 走るひと Presents「ノンストップ全力ライブ」supported by adidas                                                         | 新宿BLAZE                                        | ミニライブ         | |
| 2016年                              | |                                                  |                    | |
| 2月6日                              | チキパのオキテ Vol.18 | 文化放送メディアプラスホール                     | トーク ミニライブ  | スベリーマーキュリー、ガーリィレコード、バイク川崎バイク、古賀シュウ、インスタントジョンソン、こまつがゲスト出演。 |
| 2月20日                             | Cheeky Parade 4周年記念LIVE                                                                                                  | 新宿BLAZE                                        | フルライブ         | 2回公演。2部のライブの模様はニコニコ生放送で生配信された。 |
| 3月19日                             | チキパのオキテ Vol.19 | 文化放送メディアプラスホール                     | トーク ミニライブ  | ハリウッドザコシショウ、おぐ、インスタントジョンソン、こまつがゲスト出演。 |
| 5月3日                              | Cheeky MONSTER VOL2〜It's a Small World〜                                                                                    | 【大阪】松下IMPホール                            | フルライブ         | 山本・鈴木真にとっては留学前最後のワンマンライブ。ライブの模様はニコニコ生放送で生中継された。 |
| 5月8日                              | Cheeky MONSTER VOL2〜It's a Small World〜                                                                                    | 【東京】品川ステラボール                         | フルライブ         | 山本・鈴木真にとっては留学前最後のワンマンライブ。ライブの模様はニコニコ生放送で生中継された。 |
| 5月15日                             | チキパのオキテ Vol.20 | 文化放送メディアプラスホール                     | トーク ミニライブ  | 我が家、マツモトクラブ、こまつ、市川こいくち、カステラ一番がゲスト出演。 |
| 6月5日                              | まりん・まりやを皆でLAに送り出そう!「壮行会イベント」                                                                        | 渋谷CLUB QUATTRO                                 | トーク ミニライブ  | |
| 8月23日・24日                       | 走るひと Presents「ノンストップ全力ライブ 2016」supported by New Balance                                                     | 新宿BLAZE                                        | ミニライブ         | |
| 11月4日                             | Cheeky Parade LIVE LIVE LIVE!                                                                                                | WOMBLIVE                                         | フルライブ         | VOL.0公演。 |
| 12月2日                             | Cheeky Parade LIVE LIVE LIVE!                                                                                                | WOMBLIVE                                         | フルライブ         | VOL.1公演。ヒゲドライVANとのツーマンライブ。 |
| 2017年1月6日                        | Cheeky Parade LIVE LIVE LIVE!                                                                                                | WOMBLIVE                                         | フルライブ         | VOL.2公演。NERFY GUINER BIEBERとのツーマンライブ。 |
| 2017年2月3日                        | Cheeky Parade LIVE LIVE LIVE!                                                                                                | WOMBLIVE                                         | フルライブ         | VOL.3公演。The Order Madeとのツーマンライブ。 |
| 2017年5月12日                       | Cheeky Parade LIVE LIVE LIVE!                                                                                                | WOMBLIVE                                         | フルライブ         | 追加公演・VOL.4公演。VOL.4公演とVOL.5公演を合わせて持ち曲のすべてをパフォーマンス。 |
| 2017年6月9日                        | Cheeky Parade LIVE LIVE LIVE!                                                                                                | WOMBLIVE                                         | フルライブ         | 追加公演・VOL.5公演。この公演をもって溝呂木と小鷹狩が卒業した。 |
| 2017年                              | |                                                  |                    | |
| 1月22日                             | チキパのオキテ Vol.21 | 文化放送メディアプラスホール                     | トーク ミニライブ  | ローズヒップファニーファニー、だーりんず、谷+1。、マツモトクラブ、インスタントジョンソンがゲスト出演。 |
| 2月19日                             | Cheeky Parade 5周年記念LIVE                                                                                                  | TSUTAYA O-WEST                                   | フルライブ         | 2回公演。ライブの模様はニコニコ生放送で生配信された。 |
| 8月13日                             | 東京アイドル劇場プレミアム「Cheeky Parade公演」                                                                              | 品川グランドホール                               | ミニライブ         | |
| 9月16日                             | Cheeky Parade 定期LIVE | 青山RizM                                         | フルライブ         | 2回公演。1部は鈴木友プロデュース公演、2部は永井プロデュース公演。 |
| 10月15日                            | Cheeky Parade 定期LIVE | 青山RizM                                         | フルライブ         | 2回公演。1部は関根プロデュース公演、2部は渡辺プロデュース公演。 |
| 11月11日                            | Cheeky Parade 定期LIVE | 青山RizM                                         | フルライブ         | 2回公演。1部は島崎プロデュース公演、2部は「あなたがプロデュース」としてファンの意見を取り入れた公演。 |
| 12月10日                            | Cheeky Parade 定期LIVE | 青山RizM                                         | フルライブ         | 2回公演。 1部は男性限定の公演、2部は女性限定の公演。1部では終演後に客それぞれがライブの値段を決める試みが行われた。 |
| 2018年                              | |                                                  |                    | |
| 2月10日                             | Cheeky Parade 6th Anniversary Tour                                                                                           | 【大阪】梅田Zeela                                | ツアー             | 各日2回公演。東京公演は両部ともAbemaFRESH!で生中継された。 |
| 2月11日                             | Cheeky Parade 6th Anniversary Tour                                                                                           | 【愛知】ell. SIZE                                | ツアー             | 各日2回公演。東京公演は両部ともAbemaFRESH!で生中継された。 |
| 2月18日                             | Cheeky Parade 6th Anniversary Tour                                                                                           | 【東京】WWW                                      | ツアー             | 各日2回公演。東京公演は両部ともAbemaFRESH!で生中継された。 |
| 2月19日                             | 祝6周年記念ファンクラブイベント〜6年って189,216,000秒らしいよ！編〜                                                          | 恵比寿CreAto                                     | トーク             | 結成6周年を記念したイベント。 |
| 3月31日                             | 東京アイドル劇場プレミアム「Cheeky Parade公演」                                                                              | 品川グランドホール                               | ミニライブ         | |
| 7月12日                             | Cheeky Parade LAST LIVE | マイナビBLITZ赤坂                                | フルライブ         | ライブの模様はニコニコ生放送で生配信された。 |

### イベント
※レーベル内のイベントにも出演するほか、イベント終了後の握手会なども開催。

## 出演
個人活動についてはそれぞれの項を参照

### テレビ

#### テレビドラマ
- 無痛〜診える眼〜（2015年10月7日、フジテレビ） - Cheeky Parade 役としてカメオ出演[98]
- 校則アイドル〜淑女の学園（2017年9月3日、MBS） - 鈴木友
- 咲-Saki-阿知賀編 episode of side-A 特別編（2018年1月7日、MBS/TBS） - 島崎（船久保浩子 役）

#### その他のテレビ番組
- つながるセブン（2012年2月21日 - 3月20日、J:COM） - 火曜レギュラー（2月14日まではストリート生として出演）
- 絶対!アイドル道（2012年3月16日 - 、スカパー!HD 663ch「Pigoo HD」） - レギュラー。2月17日(♯6)まではストリート生として出演。以後は不定期出演。
- カナガワニエン（2013年4月22日 - 2014年3月24日、テレビ神奈川） - アシスタントMC[99]
- Cheeky Parade独占密着〜アイドル前線行進中!（2013年5月20日、TBSチャンネル1）
- Cheeky Parade in NY（2014年12月5日、スペースシャワーTVプラス）
- ライブ B♪（2014年12月23日、TBS）
- 原宿ベース（2015年1月9日 - 3月27日、千葉テレビ） - 関根（アシスタントMC）
- 恋んトス（TBS） - コーナーレギュラー
  - シーズン2（2015年7月16日 - 10月1日）
  - シーズン3（2016年1月18日 - 3月28日）
  - シーズン4（2016年7月20日 - 9月28日）
  - シーズン5（2017年1月14日 - 3月26日）
  - シーズン6（2017年7月14日 - 9月29日）
  - シーズン7（2018年1月19日 - 3月31日）
- Cheeky Parade ライブ密着2015〜全国ツアーとワンマンへの道〜（2015年7月22日、スペースシャワーTVプラス）
- ONGAX（2015年9月17日、千葉テレビ）

### ラジオ
- DJ Tomoaki's Radio Show! （下北FM・ニコニコ生放送・Ustream） - 木曜レギュラー   
  - 2012年4月5日[100] - 6月7日：「iDOL Streetの“ストリート★ジャック!”」 - 毎回メンバー1名が出演（5月3日はストリート生を含めたフルメンバー）
- 我が家とチキパのガヤガヤパレード（2013年10月2日 - 2017年1月11日、文化放送）[注 19]
- チキパ!まりんとももの「宇宙イチ宣言!」（2014年4月2日 - 2016年3月2日、FM滋賀） - 山本・小鷹狩
- ドンチキパ!（2014年9月1日 - 2017年12月、ドン・キホーテ） - 店内放送ラジオ番組
- 尾木ママ・チキパのCheeky教育委員会（2014年11月4日 - 2015年3月25日、文化放送）
- NACKチキラジ。（2015年7月19日・10月11日、NACK5） - 渡辺・関根・島崎・鈴木友（深夜帯4時間生放送）
- 60TRY部（2016年12月21日、ラジオ日本） - 関根（スペシャルパーソナリティー）

### 映画
- 咲-Saki-阿知賀編 episode of side-A（2018年1月20日、プレシディオ） - 島崎（船久保浩子 役）

### ネット配信

#### レギュラー
- チキパ通信（2012年3月16日 - 2018年7月25日、YouTube） - 自主制作コンテンツ
- Cheeky Paradeのチィキス開発会議（2014年4月23日 - 6月11日、SHOWROOM）
- Cheeky Boot チャンネル（SHOWROOM）
  - Vol.1（2015年4月10日） - 渡辺・関根・山本・小鷹狩・鈴木真
  - Vol.2（2015年4月20日）
  - Vol.3（2015年5月1日）
  - Vol.4（2015年5月19日） - 渡辺・関根・島崎・鈴木友・溝呂木・永井・鈴木真
  - Vol.5（2015年6月8日） - 渡辺・関根・島崎・鈴木友・溝呂木・小鷹狩・鈴木真
- チキチキパンパン!（2016年10月12日 - 2018年7月5日、SHOWROOM）
- チキンパーティーじゃねーよ!（2017年8月10日 - 2018年7月8日、FRESH LIVE）

#### その他の配信
- アイドルパパラッチ「Close-up IDOL」（2012年5月10日 - 、DUAL メディア事業部）
- 「Together」リリース記念特番!!@アメスタ（2014年6月13日、AmebaStudio）
- ケミカルボリューム Web限定ドラマ「あかりのむこう」（2014年8月7日 - 、エイベックス・ミュージック・クリエイティヴ/binyl records） - 鈴木友（主演・橘灯 役）
- 816Cheeky Parade【NINE LIVES TOUR〜チキパのNATSUMATSURI〜】直前緊急特番（2014年8月12日、SHOWROOM）
- 金チキ（2014年8月22日・10月31日・12月12日、SHOWROOM）
- Cheeky Parade NY TOUR 壮行会@アメスタ（2014年9月30日、AmebaStudio）
- Cheeky Parade NY TOUR 報告会@アメスタ（2014年10月20日、AmebaStudio）
- チキパ結成三周年前々夜祭（2015年2月17日、SHOWROOM）
- Cheeky Parade LINE LIVE CAST（LINE）
  - （2015年3月27日） - 関根・溝呂木・山本・小鷹狩
  - （2015年3月16日） - 関根・鈴木友・溝呂木・鈴木真
- 「iDOL Street Carnival 2015 〜GOLDEN PARADE!!!!!〜」特別番組（2015年4月7日、SHOWROOM） - 関根・溝呂木
- iDOL Street Carnival 2016 開催記念特番〜特典!シャッフル!お知らせ祭りSP!〜（2015年12月14日、AmebaStudio） - 渡辺・関根
- iDOL Street Carnival 2016 直前SP（2016年1月7日、SHOWROOM） - 山本・小鷹狩
- Cheeky Parade「Shout along!」AWA独占先行配信記SPECIAL（2017年4月2日、Fresh!）
- フジモンが芸能界から干される前にやりたい10のこと （2017年12月13日、AbemaTV） -  渡辺（アシスタントMC）

### イメージキャラクター
- サカスポ! ホワイトサカス・スポーツフェスタ 2012 - 2013 「日清のラーメン屋さん」 - PRガール
- ジャパンポップカルチャーokaimono親善大使（2014年、ジャパンショッピングツーリズム協会）
- ドン・キホーテ オリジナルパーティーコスチューム「キャンディーパレード」イメージガール（2015年） - 渡辺・関根・鈴木友・溝呂木
- 湾岸EKIDEN2016・秋 大会アンバサダー

### CM
- UHA味覚糖 ぷっちょ×進撃の巨人コラボキャンペーン第2弾「進撃のちょ人・仲裁」篇（2014年9月） - 関根
- 大日本除虫菊 クリーンフロー トイレのニオイがなくなるスプレー「アイドル」篇（2017年） - 渡辺・関根・鈴木・永井

### 舞台・ミュージカル
- Flying Trip 
  - 第3回公演舞台『空色ドロップ』（2012年1月11日 - 15日、中野ザ・ポケット） - 関根（樋口夏樹 役）
  - 第4回公演舞台『月下のオーケストラ』（2012年4月12日 - 16日、シアターグリーン BIG TREE THEATER） - 関根（長内明日香 役）
- SUPER☆GiRLS 〜超絶☆歌劇団〜 
  - 旗揚げ公演（2012年9月15日 - 22日、東京タワーフットタウン） - 「妄想GiRLS」（関根）、「回想GiRLS」（溝呂木・永井・小鷹狩・鈴木真）[101]
  - 超絶☆歌劇団 2013『SUPER☆WORLD 〜彼女達の冒険〜』（2013年11月2日 - 9日、DDD青山クロスシアター） - 日替わりエンビー 役
  - 超絶☆歌劇団 2015『SUPER☆WORLD RETURNS 〜彼女達の冒険〜』（2015年2月11日 - 15日、DDD青山クロスシアター） - 溝呂木・関根・永井・鈴木友・島崎
- VISUALIVE『ペルソナ4』the EVOLUTION （2012年10月3日 - 9日、天王洲銀河劇場） - 鈴木友（久慈川りせ 役）[102][103]
- Girls Street Theater 2015『座・花御代コンチェルト』（2015年11月7日 - 15日、CBGKシブゲキ!!） - 溝呂木（アロエ 役）
- リーディングライブ『UBUGOE vol.15 〜voice of comedy〜』（2017年4月3日・4日、めぐろパーシモンホール） - 関根
- 『The Stage 神々の悪戯 太陽と冥府の希望』（2017年8月16日 - 20日、CBGKシブゲキ!!） - 関根（草薙結衣 役）
- 劇団TEAM-ODAC第26回本公演『岸和田少年愚連隊～あの頃のハートは今もある～』（2017年9月27日 - 10月1日、全労済ホールスペース・ゼロ) - 鈴木友

### ソーシャルゲーム
- IDOL☆J@M（2012年8月31日 - 、GREE）[104]
- アイドルジャムZ-プリンセスと緋竜の王冠-（2014年2月18日、GREE）

### アプリ
- 美人天気（2012年4月4日 - 、美人時計）[105]
- 美人時計（2012年4月27日 - 、美人時計）[106]

## 書籍

### 写真集
- 動く!!写真集 / UGOSHA+ 「Cheeky Parade Has Come!!」（2012年11月5日 - 、角川マガジンズ） - 溝呂木・永井・小鷹狩
- 「Cheeky Parade Gallery Bomb!!」（2015年2月28日、竹書房）[107]

### 雑誌連載
- B.L.T.「パレード☆パレード」（2012年5月号 - 2013年7月号、東京ニュース通信社）
- B.L.T. iDOL Street版『SIZZLE STREET』(Cheeky Parade ver.)（2012年7月 - 2013年6月、東京ニュース通信社）

### カレンダー
- Cheeky Parade 2013年カレンダー（2012年9月27日、ハゴロモ）[注 20]
- Cheeky Parade 2014年カレンダー（2013年9月28日、ハゴロモ）
- Cheeky Parade 2015年カレンダー（2014年11月26日、ハゴロモ）
- Cheeky Parade 2016年カレンダー（2015年11月7日、ハゴロモ）